# Liste des sénateurs des États-Unis pour le Nebraska
Le Nebraska est un État des États-Unis depuis le 1er mars 1867. Cette page dresse la liste des deux sénateurs qui représentent l'État au Congrès des États-Unis depuis de cette date.

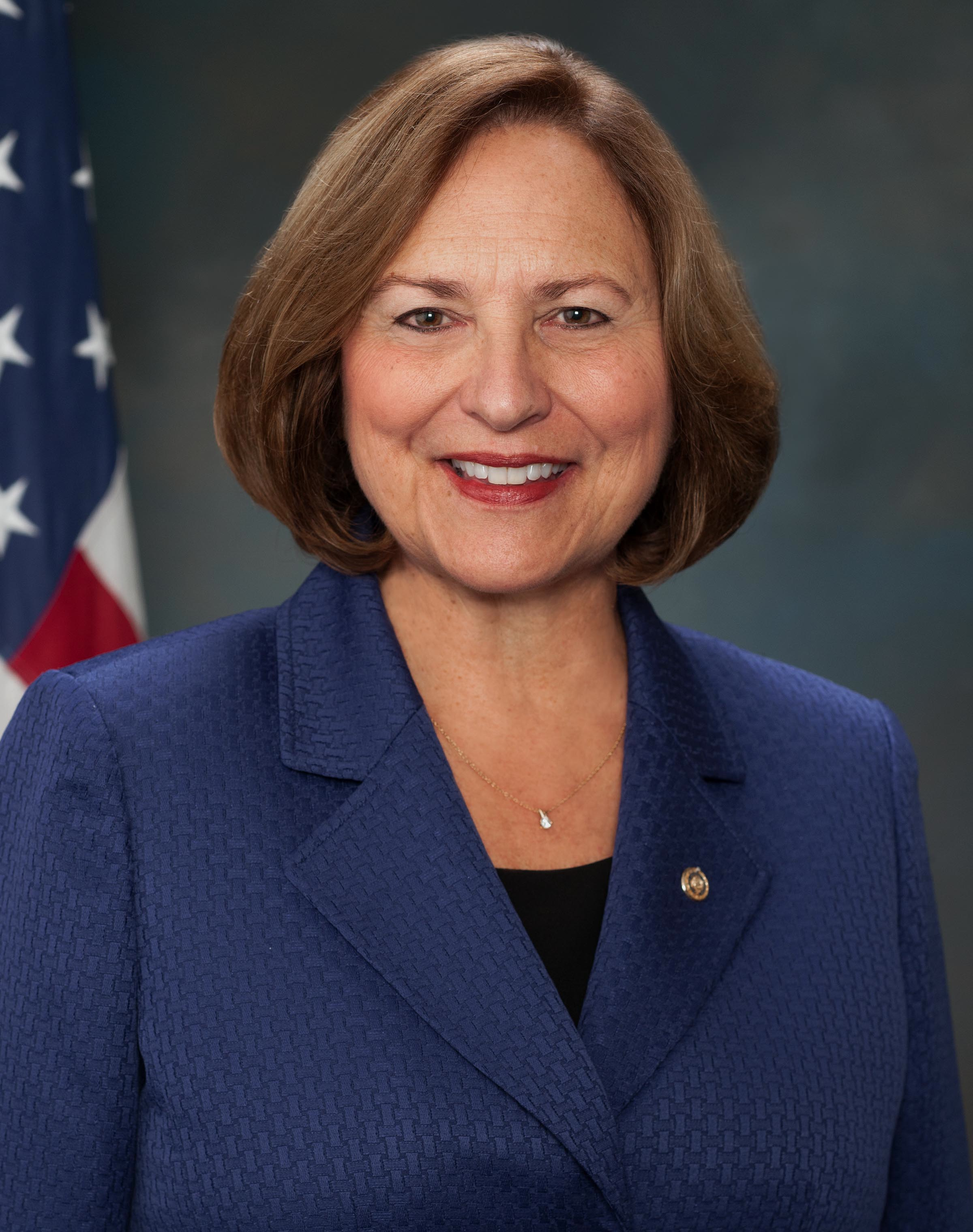
Deb Fischer (R), sénatrice depuis 2013.
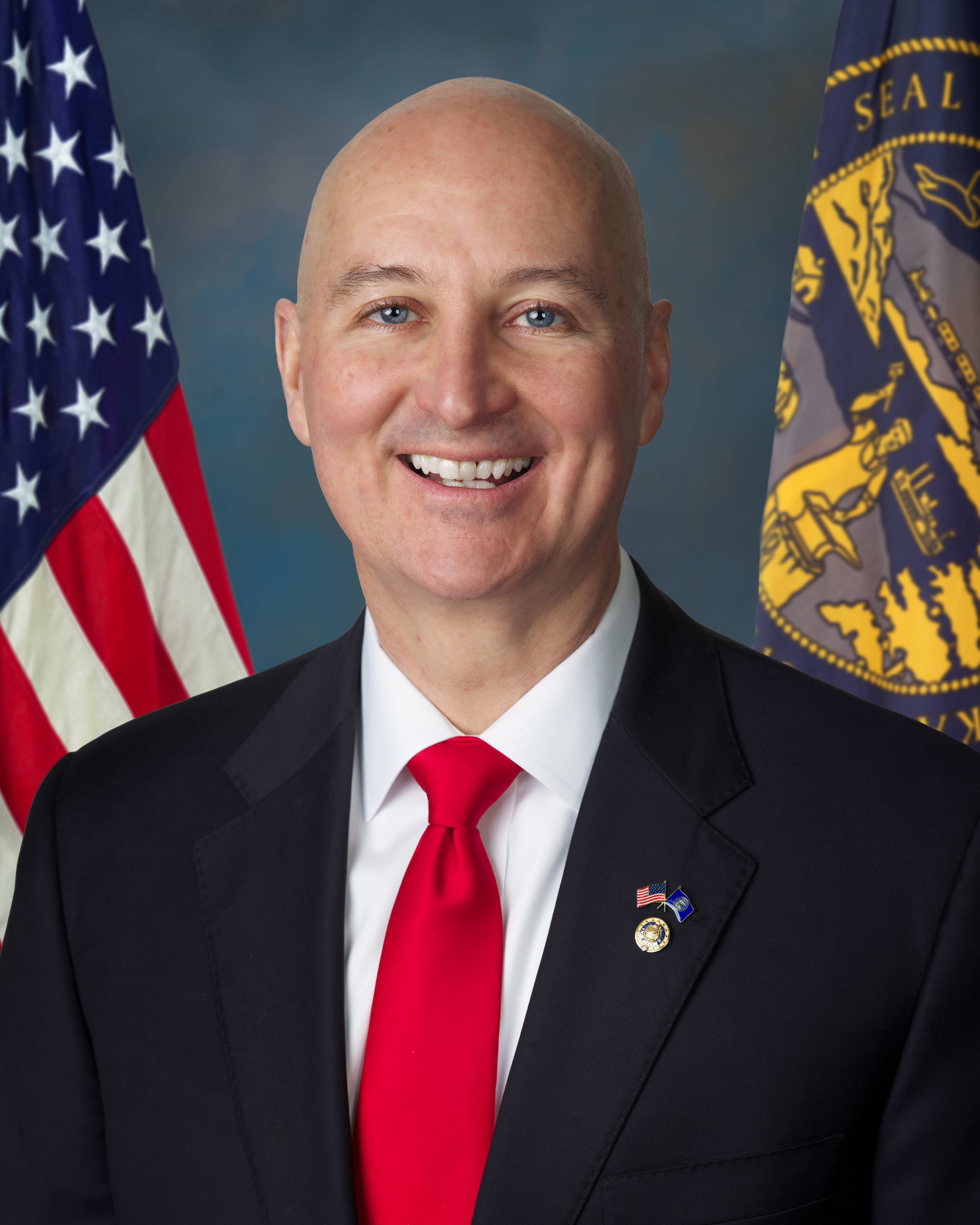
Pete Ricketts (R), sénateur depuis 2023.

## Sénateurs de classe I
| no           | Sénateur     | Sénateur            | Parti        | Parti             | Mandat                                                          | Notes |
| ------------ | ------------ | ------------------- | ------------ | ----------------- | --------------------------------------------------------------- | --- |
| 1er          |              | Thomas Tipton       |              | Parti républicain | 1er mars 1867 – 4 mars 1875 (8 ans et 3 jours)                  | Élu en 1867. Réélu en 1869. |
| 2e           |              | Algernon Paddock    |              | Parti républicain | 4 mars 1875 – 4 mars 1881 (6 ans)                               | Élu en 1875. N'est pas réélu. |
| 3e           |              | Charles Van Wyck    |              | Parti républicain | 4 mars 1881 – 4 mars 1887 (6 ans)                               | Élu en 1881. N'est pas réélu. |
| 4e           |              | Algernon Paddock    |              | Parti républicain | 4 mars 1887 – 4 mars 1893 (6 ans)                               | Élu en 1886. |
| 5e           |              | William V. Allen    |              | Parti populiste   | 4 mars 1893 – 4 mars 1899 (6 ans)                               | Élu en 1893. N'est pas réélu. |
| Siège vacant | Siège vacant | Siège vacant        | Siège vacant | Siège vacant      | 4 – 8 mars 1899                                                 | La législature du Nebraska échoue à élire un sénateur.                                                                                          |
| 6e           |              | Monroe Hayward      |              | Parti républicain | 8 mars – 5 décembre 1899 (8 mois et 27 jours)                   | Élu pour siéger pendant la vacance. Meurt en cours de mandat.                                                                                   |
| Siège vacant | Siège vacant | Siège vacant        | Siège vacant | Siège vacant      | 5 – 13 décembre 1899                                            | |
| 7e           |              | William V. Allen    |              | Parti populiste   | 13 décembre 1899 – 28 mars 1901 (1 an, 3 mois et 15 jours)      | Nommé pour siéger jusqu'à l'élection. |
| 8e           |              | Charles H. Dietrich |              | Parti républicain | 28 mars 1901 – 4 mars 1905 (3 ans, 11 mois et 4 jours)          | Élu pour terminer le mandat de Hayward. Ne se représente pas.                                                                                   |
| 9e           |              | Elmer Burkett       |              | Parti républicain | 4 mars 1905 – 4 mars 1911 (6 ans)                               | Élu en 1904. Perd la nomination républicaine en 1910.                                                                                           |
| 10e          |              | Gilbert Hitchcock   |              | Parti démocrate   | 4 mars 1911 – 4 mars 1923 (12 ans)                              | Élu en 1910. Réélu en 1916. Battu en 1922. |
| 11e          |              | Robert B. Howell    |              | Parti républicain | 4 mars 1923 – 11 mars 1933 (10 ans et 7 jours)                  | Élu en 1922. Réélu en 1928. Meurt en cours de mandat.                                                                                           |
| Siège vacant | Siège vacant | Siège vacant        | Siège vacant | Siège vacant      | 11 mars – 24 mai 1933                                           | |
| 12e          |              | William H. Thompson |              | Parti démocrate   | 24 mai 1933 – 6 novembre 1934 (1 an, 5 mois et 13 jours)        | Nommé pour siéger jusqu'à l'élection. |
| 13e          |              | Richard C. Hunter   |              | Parti démocrate   | 7 novembre 1934 – 3 janvier 1935 (1 mois et 27 jours)           | Élu pour terminer le mandat de Howell. Ne se représente pas.                                                                                    |
| 14e          |              | Edward R. Burke     |              | Parti démocrate   | 3 janvier 1935 – 3 janvier 1941 (6 ans)                         | Élu en 1934. Perd la nomination démocrate en 1940.                                                                                              |
| 15e          |              | Hugh A. Butler      |              | Parti républicain | 3 janvier 1941 – 1er juillet 1954 (13 ans, 5 mois et 28 jours)  | Élu en 1940. Réélu en 1946. Réélu en 1952. Meurt en cours de mandat.                                                                            |
| Siège vacant | Siège vacant | Siège vacant        | Siège vacant | Siège vacant      | 1er – 3 juillet 1954                                            | |
| 16e          |              | Samuel W. Reynolds  |              | Parti républicain | 3 juillet – 7 novembre 1954 (4 mois et 4 jours)                 | Nommé pour siéger jusqu'à l'élection. |
| 17e          |              | Roman Hruska        |              | Parti républicain | 8 novembre 1954 – 27 décembre 1976 (22 ans, 1 mois et 19 jours) | Élu pour terminer le mandat de Butler. Réélu en 1958. Réélu en 1964. Réélu en 1970. Ne se représente pas et démissionne avant la fin du mandat. |
| 18e          |              | Edward Zorinsky     |              | Parti démocrate   | 28 décembre 1976 – 6 mars 1987 (10 ans, 2 mois et 6 jours)      | Nommé pour terminer le mandat de Hruska, après avoir été élu en 1976 pour le mandat suivant. Réélu en 1982. Meurt en cours de mandat.           |
| Siège vacant | Siège vacant | Siège vacant        | Siège vacant | Siège vacant      | 6 – 11 mars 1987                                                | |
| 19e          |              | David K. Karnes     |              | Parti républicain | 11 mars 1987 – 8 novembre 1988 (1 an, 7 mois et 28 jours)       | Nommé pour terminer le mandat de Zorinsky. Battu en 1988 et démissionne avant la fin du mandat.                                                 |
| Siège vacant | Siège vacant | Siège vacant        | Siège vacant | Siège vacant      | 8 novembre 1988 – 3 janvier 1989                                | |
| 20e          |              | Bob Kerrey          |              | Parti démocrate   | 3 janvier 1989 – 3 janvier 2001 (12 ans)                        | Élu en 1988. Réélu en 1994. Ne se représente pas.                                                                                               |
| 21e          |              | Ben Nelson          |              | Parti démocrate   | 3 janvier 2001 – 3 janvier 2013 (12 ans)                        | Élu en 2000. Réélu en 2006. Ne se représente pas.                                                                                               |
| 22e          |              | Deb Fischer         |              | Parti républicain | Depuis le 3 janvier 2013 (12 ans, 5 mois et 10 jours)           | Élue en 2012. Réélue en 2018. Réélue en 2024.                                                                                                   |

## Sénateurs de classe II
| no           | Sénateur     | Sénateur             | Parti        | Parti                                   | Mandat                                                         | Notes |
| ------------ | ------------ | -------------------- | ------------ | --------------------------------------- | -------------------------------------------------------------- | --- |
| 1er          |              | John Milton Thayer   |              | Parti républicain                       | 1er mars 1867 – 4 mars 1871 (4 ans et 3 jours)                 | Élu en 1867. N'est pas réélu. |
| 2e           |              | Phineas Hitchcock    |              | Parti républicain                       | 4 mars 1871 – 4 mars 1877 (6 ans)                              | Élu en 1870. N'est pas réélu. |
| 3e           |              | Alvin Saunders       |              | Parti républicain                       | 5 mars 1877 – 4 mars 1883 (5 ans, 11 mois et 27 jours)         | Élu en 1877. |
| 4e           |              | Charles F. Manderson |              | Parti républicain                       | 4 mars 1883 – 4 mars 1895 (12 ans)                             | Élu en 1883. Réélu en 1888. |
| 5e           |              | John Mellen Thurston |              | Parti républicain                       | 4 janvier 1895 – 4 janvier 1901 (6 ans)                        | Élu en 1895. Ne se représente pas. |
| Siège vacant | Siège vacant | Siège vacant         | Siège vacant | Siège vacant                            | 4 – 28 mars 1901                                               | La législature du Nebraska échoue à élire un sénateur. |
| 6e           |              | Joseph Millard       |              | Parti républicain                       | 28 mars 1901 – 4 mars 1907 (5 ans, 11 mois et 4 jours)         | Élu en 1901. Ne se représente pas. |
| 7e           |              | Norris Brown         |              | Parti républicain                       | 4 mars 1907 – 4 mars 1913 (6 ans)                              | Élu en 1906. Battu en 1912. |
| 8e           |              | George W. Norris     |              | Parti républicain                       | 4 mars 1913 – 3 janvier 1937 (23 ans, 9 mois et 30 jours)      | Élu en 1912. Réélu en 1918. Réélu en 1924. Réélu en 1930. |
| 8e           |              | George W. Norris     | Indépendant  | 3 janvier 1937 – 3 janvier 1943 (6 ans) | Réélu en 1936. Battu en 1942.                                  | |
| 9e           |              | Kenneth S. Wherry    |              | Parti républicain                       | 3 janvier 1943 – 29 novembre 1951 (8 ans, 10 mois et 26 jours) | Élu en 1942. Réélu en 1948. Meurt en cours de mandat. |
| Siège vacant | Siège vacant | Siège vacant         | Siège vacant | Siège vacant                            | 29 novembre – 10 décembre 1951                                 | |
| 10e          |              | Fred Andrew Seaton   |              | Parti républicain                       | 10 décembre 1951 – 4 novembre 1952 (10 mois et 25 jours)       | Nommé pour siéger jusqu'à l'élection. |
| 11e          |              | Dwight P. Griswold   |              | Parti républicain                       | 5 novembre 1952 – 12 avril 1954 (1 an, 5 mois et 7 jours)      | Élu pour terminer le mandat de Wherry. Meurt en cours de mandat.                                                                                                  |
| Siège vacant | Siège vacant | Siège vacant         | Siège vacant | Siège vacant                            | 12 – 16 avril 1954                                             | |
| 12e          |              | Eva Bowring          |              | Parti républicain                       | 16 avril – 7 novembre 1954 (6 mois et 22 jours)                | Nommée pour siéger jusqu'à l'élection. |
| 13e          |              | Hazel Abel           |              | Parti républicain                       | 8 novembre – 31 décembre 1954 (1 mois et 23 jours)             | Élue pour terminer le mandat de Griswold. Démissionne. |
| 14e          |              | Carl Curtis          |              | Parti républicain                       | 1er janvier 1955 – 3 janvier 1979 (24 ans et 2 jours)          | Nommé pour terminer le mandat de Griswold, après avoir été élu en 1954 pour le mandat suivant. Réélu en 1960. Réélu en 1966. Réélu en 1972. Ne se représente pas. |
| 15e          |              | J. James Exon        |              | Parti démocrate                         | 3 janvier 1979 – 3 janvier 1997 (18 ans)                       | Élu en 1978. Réélu en 1984. Réélu en 1990. Ne se représente pas.                                                                                                  |
| 16e          |              | Chuck Hagel          |              | Parti républicain                       | 3 janvier 1997 – 3 janvier 2009 (12 ans)                       | Élu en 1996. Réélu en 2002. Ne se représente pas. |
| 17e          |              | Mike Johanns         |              | Parti républicain                       | 3 janvier 2009 – 3 janvier 2015 (6 ans)                        | Élu en 2008. Ne se représente pas. |
| 18e          |              | Ben Sasse            |              | Parti républicain                       | 3 janvier 2015 - 23 janvier 2023 (8 ans et 20 jours)           | Élu en 2014. Réélu en 2020. |
| 19e          |              | Pete Ricketts        |              | Parti républicain                       | Depuis le 23 janvier 2023 (2 ans, 4 mois et 21 jours)          | Désigné en remplacement de Ben Sasse. Élu en 2024. |